# Linden Travers
Pour les articles homonymes, voir Travers.
Florence Lindon-Travers, née le 27 mai 1913 à Houghton-le-Spring (Tyne and Wear) et morte le 23 octobre 2001 en Cornouailles (lieu à préciser), est une actrice britannique, connue sous le nom de scène de Linden Travers.

## Biographie
Linden Travers débute en 1931 (durant ses années d'études) au théâtre et joue notamment à Londres, entre autres dans Murder in Mayfair d'Ivor Novello (1934, avec l'auteur et Fay Compton) et Dix petits nègres d'Agatha Christie (1943, avec Reginald Barlow et Allan Jeayes).
Au cinéma, elle contribue à vingt-cinq films britanniques, le premier sorti en 1935. Suivent par exemple Brief Ecstasy d'Edmond T. Gréville (1937, avec Paul Lukas et Hugh Williams), Une femme disparaît d'Alfred Hitchcock (1938) et Sous le regard des étoiles de Carol Reed (1940), ces deux derniers avec Margaret Lockwood et Michael Redgrave.
Ses trois ultimes films sortent en 1949 (dont Christophe Colomb de David MacDonald, avec Fredric March dans le rôle-titre et Florence Eldridge), après quoi elle se retire définitivement du grand écran (à la suite de son second mariage en 1948).
Linden Travers réapparaît toutefois à la télévision dans quatre séries (deux britanniques et deux américaines), la première en 1955, la dernière en 1988, dont Remous (un épisode, 1960).
Elle est la sœur de l'acteur Bill Travers (1922-1994).

## Théâtre à Londres (sélection)
- 1934 : Murder in Mayfair d'Ivor Novello
- 1943 : Dix petits nègres (Ten Little Niggers) d'Agatha Christie : Vera Claythorne
- 1945 : Quality Street de J. M. Barrie

## Filmographie

### Cinéma (sélection)
- 1936 : Wednesday's Luck de George Pearson : Mimi
- 1937 : Sa plus belle chance (London Melody) d'Herbert Wilcox : une jeune femme au night-club
- 1937 : The Last Adventurers de Roy Kellino : Ann Arkell
- 1937 : Brief Ecstasy d'Edmond T. Gréville : Helen Norwood Bernardy
- 1938 : Week-end (Bank Holiday) de Carol Reed : Ann Howard
- 1938 : Une femme disparaît (The Lady Vanishes) d'Alfred Hitchcock : Margaret Todhunter
- 1938 : Almost a Honeymoon (en) de Norman Lee : Patricia Quilter
- 1940 : Sous le regard des étoiles (The Stars Look Down) de Carol Reed : Mme Laura Millington
- 1941 : The Ghost Train de Walter Forde : Julia Price
- 1941 : South American George de Marcel Varnel : Carole Dean
- 1942 : The Seventh Survivor de Leslie S. Hiscott : Gillian Chase
- 1946 : Amour tragique (Beware of Pity) de Maurice Elvey : Ilona Domansky
- 1947 : Jassy de Bernard Knowles : Mme Helmar
- 1948 : Quartet (film à sketches), segment The Colonel's Lady de Ken Annakin : Daphné
- 1949 : Christophe Colomb (Christopher Columbus) de David MacDonald : Beatriz de Peraza
- 1949 : Don't Ever Leave Me d'Arthur Crabtree : Mary Lamont
- 1949 : Les Amours de Lord Byron (The Bad Lord Byron) de David MacDonald : Augusta Leigh

### Télévision (intégrale)
(séries)
- 1955 : The Vise, saison 1, épisode 30 The Schemer de David MacDonald : Muriel Bexley
- 1960 : Remous (Sea Hunt), saison 3, épisode 32 The Catalyst : Martha Loring
- 1963 : The Lloyd Bridges Show, saison unique, épisode 25 Gym in January de Don Taylor : la servante
- 1988 : Jeu, set et match (Game, Set, and Match), saison unique, épisode 5 Berlin Game: Part 5, épisode 7 Mexico Set: Part 2 et épisode 11 London Match: Part 1 : Mme Samson